# Pueblo gyele

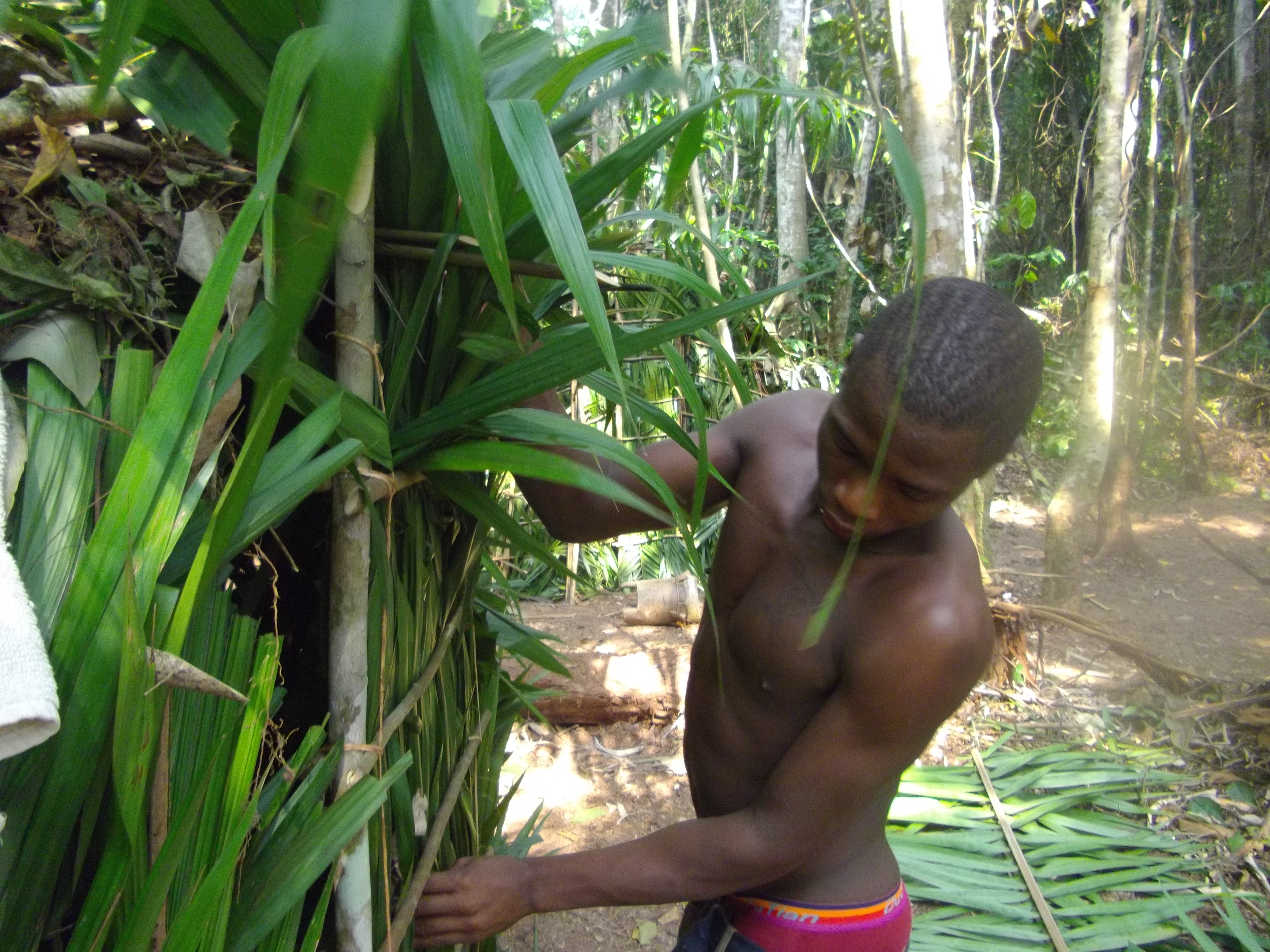
Artesano Gyele.

Los Gyele (Bagyele / Bajele), también conocidos como Kola (Bakola) o Koya (Bakoya), son un pueblo pigmeo del sur de Camerún y zonas adyacentes de Gabón y Guinea Ecuatorial. Viven dentro los patrones bantúes, el pueblo kwasio (Mvumbo) y el pueblo Bassa (Camerún). Algunas personas creen que hablan un dialecto del idioma kwasio. Muchos autores, sin embargo, de acuerdo en que los Bagyeli hablan un idioma propio.
Étnicamente, los Gyele están cerca de otros pueblos Mbenga como los Aka y Baka (Camerún y Gabón), pero sus idiomas no son cercanos. Hay dos dialectos, el jele que estaba estrechamente asociado con el kwasio y el kola (también pronunciado koya), que estaba estrechamente asociado con el basaa. Otros pueblos cultivadores con los que viven son los Yasa, Batanga, Bakoko, Mvae, Ewondo, Ewondo y Beti.